# Du'an
Du'an (em chinês tradicional: 都安瑶族自治縣; chinês simplificado: 都安瑶族自治县; pinyin: Dū'ān yáozú zìzhìxiàn; Zhuang: Duhnganh Yauzcuz Swci Yen) é um condado autônomo Yao de Hechi, localidade situada ao noroeste da Região Autónoma Zhuang de Guangxi, na República Popular da China. Ocupa uma área total de 4.092 km². As etnias presentes na cidade são Zhuang, Yao, Miao, Han, Shui, Maonan e Mulao. Segundo dados de 2010, Du'an possuí 672 000 habitantes, 73.9% dos habitantes pertencem ao grupo étnico Zhuang e 21.64% pertencem ao grupo étnico Yao.